# Egon von Kameke
Egon von Kameke (* 13. Januar 1881 in Luckenwalde; † 7. Juli 1955 in Potsdam) war ein deutscher Maler, Bildhauer und Grafiker, der sich vor allem als Marine- und Landschaftsmaler betätigte.

## Leben
Egon von Kameke stammte aus dem pommerschen Adelsgeschlecht Kameke. Er machte 1899 in Potsdam das Abitur, studierte von 1900 bis 1904 in Berlin und Kiel Jura und durchlief das Referendariat und den Militärdienst. Auf eigenen Wunsch schied er 1906 aus dem Staatsdienst aus. Von 1907 bis 1911 studiert er bei Friedrich Kallmorgen, Carl Friedrich Kappstein, Carl Saltzmann und Paul Vorgang an der Königlichen Akademie der Künste. Er nahm dann am Ersten Weltkrieg teil, wobei er verwundet wurde. Er arbeitete dann bis zu seinem Ableben als freischaffender Künstler in Potsdam. Von 1922 bis 1924 war er an der Akademie der Künste Meisterschüler bei Ulrich Hübner. Er unternahm ausgedehnte Studienreisen in die skandinavischen Länder, nach England und in die Arktis. 13 Jahre lebte er unter nördländischen Fischern in Island, Spitzbergen und in Norwegen. Seit 1910 beteiligte er sich regelmäßig an den Großen Berliner Kunstausstellungen und u. a. an Berliner Akademieausstellungen und Ausstellungen im Münchner Glaspalast. In Potsdam beteiligte er sich u. a. an einer Ausstellung des Potsdamer Kunstvereins 1927 im Marstall. Er stellte dort gemeinsam u. a. mit Wilhelm Schmid, Heinrich Basedow d. Ä., Walter Bullert und Otto Heinrich aus. In den Zwischenkriegsjahren betätigte sich von Kameke ausschließlich als Marinemaler. Er war Mitglied des Deutschen Künstlerbunds und in der Zeit des Nationalsozialismus der Reichskammer der bildenden Künste. Es ist für diesen Zeitraum seine Beteiligung an achtzehn Ausstellungen nachgewiesen.
Nach dem Zweiten Weltkrieg nahm Kameke seinen Beruf wieder auf. In der DDR wurde Kameke Mitglied des Verbands Bildender Künstler. Er war u. a. 1949 in Berlin auf der Ausstellung Mensch und Arbeit 1951 auf der Ausstellung Künstler schaffen für den Frieden und 1953 auf der Dritten Deutschen Kunstausstellung in Dresden vertreten.
2018 wurden Arbeiten Kamekes in der Ausstellung Umkämpfte Wege der Moderne. Wilhelm Schmid und die Novembergruppe im Potsdam Museum gezeigt.
Kamekes Grab befindet sich auf dem Potsdamer Neuen Friedhof.

## Werke (Auswahl)
- Gebirgslandschaft (42,5 × 56 cm; Pinakothek der Moderne München)
- Altes Pfingsthaus (42,5 × 56 cm; Pinakothek der Moderne)

- Fischerboote mit braunen Segeln (1927, Mischtechnik; Potsdam-Museum)[6]
- Der Menzelhof auf Rügen (Aquarell; 1938)[7][8]
- Bauernhäuser in Nipmerow (Mischtechnik, 63 × 82 cm; auf der Dritten Deutschen Kunstausstellung)
- Siedlung (Tafelbild, Öl; 1942)[9][Anm. 1]
- Nahender Frühling/Rügen (Aquarell; 75 × 92 cm; auf der Dritten Deutschen Kunstausstellung)[10]
- Landwirtschaft (Öl; auf der Ausstellung Mensch und Arbeit)[5]

## Einzelausstellungen nach 1945 (unvollständig)
- 1946: Berlin, Galerie Buchholz (mit Hasso von Hugo)
- 1951: Potsdam (zum 70. Geburtstag)

### Postum
- 1956: Potsdam (Gedächtnisausstellung)
- 1957: Ost-Berlin, Deutsche Bücherstube (Aquarelle Ölgemälde, Grafik)
- 1981: Berlin, Club der Kulturschaffenden „Johannes R. Becher“ (Malerei und Grafik)
- 1981: Potsdam, Kulturhaus „Hans Marchwitza“ (Malerei, Grafik, Handzeichnungen)
- 2023: Potsdam, Galerie Gute Stube (mit Hubert Globisch)[11]
- 2024: Schwielowsee, Museum der Havelländischen Malerkolonie („Wege zur Malerei“, mit Globisch)[12]